# Eddystone, Pennsylvania
Eddystone är en ort i Delaware County i delstaten Pennsylvania, USA.